# 青木江梨花
青木 江梨花（あおき えりか）は、日本の脚本家。東京都杉並区出身。日本脚本家連盟所属。

## 経歴
慶應義塾大学文学部卒業。会社員時代に脚本の勉強を始め、2007年にニッポン放送のラジオドラマ「BETTER SWEET CAFÉ」にてデビュー。

## 主な作品

### テレビドラマ
- 愛讐のロメラ（2008年、東海テレビ）
- 嵐がくれたもの（2009年、東海テレビ）
- 花嫁のれん　第1シリーズ（2010年、東海テレビ）
- 花嫁のれん　第2シリーズ（2011年、東海テレビ）
- モメる門には福きたる（2013年、東海テレビ）
- 花嫁のれん　第4シリーズ（2015年、東海テレビ）
- 北海道発地域ドラマ　農業女子はらぺ娘（2015年、NHK　BSプレミアム、総合）
- 水曜ミステリー9　諏訪のスゴ腕警察医２（2016年、テレビ東京）ー脚本協力
- ショクバの王子様[3]　全3話（2017年、東海テレビ）
- 日曜ワイド　警視庁さがし物係（2018年、テレビ朝日）－共同脚本
- 警視庁・捜査一課長　SEASON3（2018年、テレビ朝日）
- 日曜プライム　警視庁・捜査一課長スペシャル（2018年、テレビ朝日）－共同脚本
- 遺留捜査（2018年、テレビ朝日）
- 時代劇専門チャンネル開局20周年記念作品　闇の歯車[4](2019年、時代劇専門チャンネル)─構成協力
- 三千円の使いかた（2023年、東海テレビ）

### 配信ドラマ
- ヤヌスの鏡[5]（2019年、FOD）

### 映画
- 車線変更-キューポラを見上げて-[6]（2022年公開）

### ラジオドラマ
- オールナイトニッポンR　砂に消えた天使（2006年、ニッポン放送）
- BITTER SWEET CAFE　「人魚姫」は終わらない　全5話（2007年、ニッポン放送）
- BITTER SWEET CAFE　人生保険～THE LAST LOVE LETTER～　全10話（2007年、ニッポン放送）
- BITTER SWEET CAFE　ファルコン探偵事務所　全5話（2007年、ニッポン放送）
- FMシアター　私は“サバイバー”（2017年、NHK-FM）

### 舞台
- モーションスーパーライブVOL.３　ザ・交番（2008年）